# Tyler Oakley
Tyler Oakley (n. 22 de marzo de 1989) es un youtuber estadounidense y personaje de la televisión que practica el podcasting. Parte de su activismo ha sido dedicado a las juventud de la comunidad LGBT, a los derechos de los gays, así como a asuntos sociales que incluyen asistencia sanitaria, educación, y la prevención de suicidio entre jóvenes que forman parte de la comunidad LGBT. Oakley presenta temas que incluyen el activismo homosexual, la cultura pop, y humor en una base regular.

## Apariciones en público
En pantalla, Oakley ha aparecido en numerosas plataformas de tele difusión, siendo algunas transmitidas nacionalmente. Oakley fue visto en un programa Americano llamado "Insider Tonight" presentado por Kevin Frazier y Thea Andrews, famosos presentadores estadounidenses. También ha sido recientemente entrevistado en directo en los Kids Choice Awards en 2014 junto con otros eventos que le han dado a conocer por hablar y conocer a famosos.
En 2014, Oakley presentó un show tour en directo llamado "Tyler Oakley's Slumber Party" lo que traducido sería la "fiesta de pijamas de Tyler Oakley", presentado en pijama y haciendo sketches. En sus dos primeros shows en Chicago y Royal Oak a principio de octubre, se agotaron las entradas en 72 horas. En diciembre de 2014, continuó con su tour, donde estuvo en más de 40 ciudades. Oakley ha sido parte del DigiTour del verano de 2014 de personalidades de Youtube y Vine.